# Och Cup
La Och Cup era una competizione calcistica svizzera, disputata in due edizioni tra 1921 e 1922, ed assegnata definitivamente nel 1925.

## Storia[1]
La competizione succedette alla Anglo Cup, ed è considerata una delle due antenate dell'attuale Coppa Svizzera.
La coppa venne istituita per volontà della OCH, società con sede a Ginevra.
Fu disputata in due sole edizioni: la prima nel 1921 fu conquistata dal Berna e fu contesa da sole tre squadre, mentre l'anno successivo vi parteciparono 48 compagini e venne vinta dal Concordia Basilea.
Nei due anni seguenti la Och Cup non fu disputata: venne assegnata definitivamente l'11 gennaio 1925 in un incontro che vide opporsi i due club che si erano aggiudicate le due edizioni giocate, Berna e Concordia Basilea. La partita terminò per 2-0 a favore del club capitolino, che divenne il vincitore finale dell'Och Cup.

## Albo d'oro[2]
| Data            | Sfida                                 | Risultato | Vincitore         |
| 5 giugno 1921   | Berna - La Chaux-de-Fonds             | 5-0       |                   |
| 11 giugno 1921  | Berna - Zurigo                        | 2-1       | Berna             |
| 6 agosto 1922   | Concordia Basilea - La Chaux-de-Fonds | 1-0       | Concordia Basilea |
| 11 gennaio 1925 | Berna - Concordia Basilea             | 2-0       | Berna             |